# Vĩnh Khang, Đài Nam

Vị trí tại Đài Nam

Vĩnh Khang (tiếng Trung: 永康區; bính âm: Yǒngkāng Qū, Hán Việt: Vĩnh Khang khu) là một khu (quận) của thành phố Đài Nam, Trung Hoa Dân Quốc (Đài Loan). Vĩnh Khang từng là thành phố lớn nhất của huyện Đài Nam từ năm 1977 cho đến khi huyện hợp nhất với thành phố Đài Nam vào ngày 25 tháng 12 năm 2010. Vĩnh Khang có ngành công nghiệp chế tạo và chế biến thực phẩm phát triển. Vĩnh Khang cũng là nơi tập trung một số trường đại học và cao đẳng như Đại học Công nghệ Đài Nam, Đại học Công nghệ Côn Sơn, Đại học Công nghệ Miền Nam Đài Loan.